# Широконосые обезьяны
Широконосые обезьяны (лат. Platyrrhini) или обезьяны Нового Света — парвотряд (лат. parvus — «малый, маленький») приматов. Вместе с узконосыми обезьянами (обезьянами Старого Света) входят в инфраотряд обезьянообразные, который с долгопятами образует подотряд сухоносых приматов.
Широконосые обезьяны — единственные за исключением человека приматы, живущие на американском континенте. Их ареал простирается от южной Мексики до северной Аргентины. На островах Карибского моря ранее существовали несколько ныне вымерших видов, относившихся к группе антильских обезьян (Xenotrochini).
В отличие от обезьян Старого Света у широконосых обезьян ноздри направлены вперёд, а носы в целом крупнее и шире. Величина и масса широконосых обезьян колеблется в широких пределах. Наименьшим представителем этого инфраотряда является карликовая игрунка, весящая всего 100 г, а наибольшими являются ревуны и некоторые виды паукообразных обезьян, чья масса превышает 10 кг. Все обезьяны Нового Света живут на деревьях и за исключением ночных обезьян активны днём.
Самые древние ископаемые находки широконосых обезьян относятся к эпохе олигоцена. По отношению к двум другим инфраотрядам сухоносых обезьян более тесное родство связывает их с обезьянами Старого Света, чем с долгопятами. Вероятно, что предки этого таксона перебрались через Атлантический океан на плавающих брёвнах в эпоху, когда расстояние между континентами было ещё не столь большим.

## Классификация
Обезьяны Нового Света делятся на пять семейств:
- игрунковые (Callitrichidae)
- капуциновые (Cebidae)
- ночные обезьяны (Aotidae)
- паукообразные обезьяны (Atelidae)
- саковые (Pitheciidae)

Принадлежность вымерших антильских обезьян ещё не выяснена до конца, однако чаще всего их причисляют к семейству саковых обезьян.